# Кучеренко Максим Валеріанович
Максим Валеріанович Кучеренко (нар. 26 липня 1972) — українсько-російський музикант, один із засновників і постійний учасник групи Ундервуд.

## Походження та навчання
Народився Максим Кучеренко в Севастополі. Після школи вступив до Сімферопольського медичного інституту. Майбутні учасники групи «Ундервуд» Володимир Ткаченко і Максим Кучеренко познайомилися під час навчання на ґрунті любові до кінематографа, навіть намагалися знімати любительське кіно.

## Творчість
Поступово сфера інтересів змістилася у бік музики — Кучеренко і Ткаченко почали складати пісні і виконувати їх на різних майданчиках Криму. Знаменною подією цього періоду творчості був концерт на даху Медичного інституту. За словами музикантів «грали там, бо більше було ніде». Крім міських дахів, перші спроби початківців музикантів пам'ятають відвідувачі клубу «Два капітана». Примітно, що згодом Максим Ткаченко склав чудову пісню з такою назвою, яка частково характеризує характер взаємовідносин музикантів.
Протягом 22 років Кучеренко і Ткаченко є незмінними учасниками-фронтменами інтернаціональної групи Ундервуд
Максим Кучеренко в рівній мірі з Володимиром Ткаченко пише тексти і музику, і виконує їх на концертах
У 2009 році виконав партію секретаря Понтія Пілата, в рок-опері Олександра Градського «Майстер і Маргарита» за однойменним романом Михайла Булгакова.

## Родина
Максим Кучеренко одружений з однокурсницею Юлією, виховує двох дочок. Родина Максима не відразу влаштувалася в Москві.

## Хобі
Максим Кучеренко — «людина з ноутбуком», активно спілкується в соціальних мережах, викладає талановито зняте аматорське відео з участю членів своєї сім'ї. Старша донька Максима теж захоплюється музикою і бере участь у батькових імпровізованих постановках.
У 2012 році в мультфільмі Повернення Буратіно виконав вокальну партію кота Базиліо в «Пісні Кота і Лисиці».
Також Максим працює бізнес-тренером.